# N-アセチルマンノサミン
N-アセチルマンノサミン (N-Acetylmannosamine) は、ヘキソサミン単糖であり、中性で安定した天然物である。N-アセチルマンノサミンは、N-アセチル-D-マンノサミン一水和物としても知られている。N-アセチルマンノサミンは、ManNacまたは、あまり一般的ではないがNAMと省略される。ManNAcは、N-アセチルノイラミン酸（Neu5Ac、シアル酸）の最初に認められた生物学的前駆体である。シアル酸は、糖タンパク質および糖脂質（グリカン）に結合している炭水化物鎖の負に帯電した末端単糖である。

## ManNAcの生物学的役割
ManNAcは、N-アセチルノイラミン酸（Neu5Ac、シアル酸）の最初に認められた生物学的前駆体である。
シアル酸生合成の開始は細胞質で起こる。この経路の主な基質はUDP-GlcNAcであり、これはグルコースに由来する。経路の律速段階では、UDP-GlcNAcは、GNEのエピメラーゼドメインによってコードされるUDP-GlcNAc 2-エピメラーゼによってManNAcに変換される。ManNAcは、GNEのキナーゼドメインによってコードされるManNAcキナーゼによってリン酸化される。シアル酸は、核内のCMP-シアル酸シンテターゼによって「活性化」される。CMP-シアル酸は、ゴルジ装置内の新生糖タンパク質および糖脂質上のグリカンをシアル化するシアル酸供与体として機能する。また、アロステリック部位に結合することにより、UDP-GlcNAc 2-エピメラーゼ酵素の細胞質フィードバック阻害剤としても機能する。UDP-GlcNAc 2-エピメラーゼキナーゼは、シアル酸生合成の律速段階である。 酵素が効率的に機能しない場合、生物は正しく機能することができない。 

## 合成
ManNAcを合成する方法はいくつかあり、3つの例を次に示す。
1. シアル酸のアルドラーゼ処理[1]によりManNAcとピルビン酸を生成する。
2. N-アセチルグルコサミンの塩基触媒エピマー化による[2]。
3. ロジウム (II) 触媒によるグルカール3-カルバメートの酸化的環化による[3]。

ManNAcは現在、New Zealand Pharmaceuticals Ltd,
によってN-アセチルグルコサミンから商業的プロセスで大量に製造されている。 

## 使用

### 組換えタンパク質のシアリル化
通常、糖タンパク質内にはある程度のグリカンシアル化があるが、シアル化が不完全であると治療活性が低下する可能性があるため、細胞株と培地を評価して糖タンパク質を「ヒト化」し、性能と収量を向上させることが重要になり、 製造コストを削減する。Kepplerほかは、GNE酵素がヒト造血細胞株で律速であり、細胞表面のシアル化の効率に影響を与えることを実証した。現在、GNE酵素の活性は、シアル化組換え糖タンパク質治療薬の効率的な生産における決定的な特徴の1つとして認識されている。ManNAcおよびその他の支持成分を培地に添加した後のシアル化の改善は、製造収率を高めるだけでなく、溶解性を高め、半減期を延ばし、治療用糖タンパク質に対する抗体の形成を減らすことで免疫原性を減らすことにより、治療効果を改善する。 

### 治療の可能性
GNEエピメラーゼキナーゼが人体で正しく機能せず、それによって利用可能なManNAcが減少する場合、ManNAcによる治療が健康上の利点の改善に役立つ可能性があると考えるのが妥当である。ManNAcの治療の可能性は、現在、シアル酸の生合成を促進する能力から治療が恩恵を受ける可能性のあるいくつかの疾患で評価されている。  

### GNEミオパチー
GNEミオパチー [以前は遺伝性封入体ミオパチー（HIBM)、および縁取り空胞を伴う遠位型ミオパチー (DMRV)として知られた]は、進行性の筋力低下として現れる。GNEミオパチーは、Neu5Ac末端糖を形成するための代謝ManNAcが不十分であるため、低シアル化筋タンパク質とスフィンゴ糖脂質によって引き起こされるまれな遺伝性疾患である。GNEミオパチーを治療する方法はない。

### 腎臓病
腎臓組織のシアル化経路におけるGNE酵素の活性の低下が、いくつかの腎臓糖タンパク質にNeu5Ac末端糖がないために、いくつかの糸球体腎疾患に寄与する可能性があるという証拠が増えている。
子供と大人の両方に影響を与える3つの腎臓病は、微小変化群 (MCD)、巣状分節性糸球体硬化症 (FSGS)、および膜性腎症 (MN) である。これらの疾患は、タンパク尿 (尿中のタンパク質) と、FSGSの場合、末期腎疾患につながる糸球体 (腎臓の濾過ユニット) の進行性瘢痕化の傾向を特徴としている。 これらの疾患にはいくつかの治療法があるが、これらの治療法は多くの被験者にタンパク尿の持続的な減少をもたらさず、重篤な副作用が生じる可能性がある。
現在、ヒト腎生検サンプルと相関する実質的な前臨床の明らかな証拠があり、MCD、FSGS、またはMNの一部の患者は、糸球体タンパク質の腎シアル酸が不足している。ManNAc療法は、シアル酸産生を増加させ、続いて糸球体タンパク質のシアル化を増加させる可能性がある。